# Telese Terme
Telese Terme är en ort och kommun i provinsen Benevento i regionen Kampanien i Italien. Kommunen hade 7 700 invånare (2017).